# Ben Cramer
Ben Cramer, nato Bernardus Kramer (Amsterdam, 17 febbraio 1947), è un cantante olandese.
Ha partecipato all'Eurovision Song Contest 1973 con il brano De oude muzikant, in rappresentanza dei Paesi Bassi, classificandosi al quattordicesimo posto.

## Carriera

### Inizi
Cramer fece il suo debutto televisivo nel 1966 con il suo gruppo "Sparklings", dove fu scoperto dalla cantante Annie de Reuver, che lo aiutò a ottenere un contratto discografico. Nel 1967, il suo primo singolo, Zai zai za, una cover di "Uno tranquillo" di Riccardo del Turco, fu un successo, che gli permise di raggiungere il numero 7 nelle classifiche olandesi. Il singolo successivo, Dans met mij, raggiunse anch'esso il numero 7 e avrebbe avuto una serie di dischi di successo tra la fine degli anni '60 e l'inizio degli anni '70. Il suo disco più ricordato è De Clown del 1971

### Eurovision Song Contest
Nel 1970, Cramer prese parte alla selezione olandese per l'Eurovision Song Contest con la canzone Julia, con la quale si classificò quarto. Tentò di competere di nuovo nel 1973, questa volta cantando quattro canzoni, di cui De oude muzikant ("Il vecchio musicista") fu scelta come canzone olandese all'Eurovision Song Contest 1973, tenutosi il 7 aprile in Lussemburgo. De oude muzikant fu considerata una canzone obsoleta e terminò la serata al 14° posto su 17 partecipanti.
Cramer tornò alla selezione olandese per l'Eurovision nel 1981 con due canzoni, Marianne e Retour, ma non riuscì a vincere.
Cramer è stato commentatore per la radio olandese all'Eurovision Song Contest del 1988.

## Singoli
- 1967 - Zai zai zai/Je vergist je (Omega, 35.832)
- 1968 - Gina/Dans met mij (Omega, 35.862)
- 1968 - Agatha/Het wordt nacht signorita/Zai zai zai/Mona Lisa (Elf Provinciën, elf 67.85-G)
- 1968 - There's A Fine Place/Highest Mountain (Omega, 36.453)
- 1968 - M'Lady/Don't Leave Me Solitaire (Omega, 35.841)
- 1968 - Dreams Never Come True/I Can't Let You Go (Omega, 35.875)
- 1969 - Yoffy Yoffy Yoffy/De Dag Dat Jij Verdween (Elf Provinciën, 6541)
- 1969 - In The Night/Although You're Gone (Omega, 35.895)

## 33 giri
- 1969 - Ben (Elf Provinciën, 7.509 Y)
- 1970 - My World Of Music (Omega International, 444.026)
- 1971 - Ben Cramer (Elf Provinciën, Elf 15.05-G)
- 1972 - Recital At The Festival "The Golden Orpheus '72" con Dubrovački Trubaduri (Балкантон, ВТА 1385)
- 1973 - Ben Cramer (Elf Provinciën, ELF 15.12-G)
- 1974 - Winter - Leven (Elf Provinciën, ELF 1550)
- 1976 - De beste van Ben Cramer (Dutch Record Company, JDL 25.005-G)
- 1976 - Leven (Halter, HLT 123.010-G)
- 1976 - My Love Songs (Omega International, 444.108-G)